# Ziba (Igunga)
Ziba ist ein Verwaltungsbezirk (englisch Ward) des Distrikts Igunga in der tansanischen Region Tabora.

## Geografie
Ziba ist ein ländlicher Bezirk im westlichen Teil des zentralen Hochlands von Tansania und liegt etwa 50 Kilometer westlich der Distrikthauptstadt Igunga. Bei der Volkszählung 2022 lebten 16.948 Menschen in 3533 Haushalten auf einer Fläche von 146 Quadratkilometern.
Der Bezirk grenzt von Nordwest bis Südwest an drei Bezirke des Distrikts Nzega und sonst an Bezirke des Distrikts Igunga:
| Wela     | Chomachankola                               | Ngulu     |
| Miguwa   | Kompassrose, die auf Nachbargemeinden zeigt | Iborogelo |
| Mwanzoli | Ndembezi                                    |           |

## Gliederung
Der Bezirk besteht aus fünf Gemeinden (swahili Mtaa) mit 58 Orten (Kitongoji):
| Ziba - Ikobangowi - Igomashu - Witamhande - Iselamagazi - Bujika - Butaga - Mihama - Itumba | Igumila - Igumila A - Igumila B - Ikulu - Busalua A - Busalua B - Bussongo - Inanukilo - Kakinda - Bulyambuli - Ipuli - Lugulung'ombe - Budelege - Ilenga | Bulumbela - Bulumbela Kati - Lungwa - Inyanja - Ipingo - Mbuyuni A - Kigong'ho - Mwahulu - Busubi - Mwahingo - Mwamgeni A - Mwamgeni B - Mbuyuni B - Bondeni | Matinje - Njiapanda - Maendeleo - Nguvukazi - Malula - Mwabujiku - Mwanghalaja - Itobanilo A - Itobanilo B - Ikomba Na.2 - Jiloleli - Ikomba Na.6 - Mwadui - Ikomba Na.6 - Mwadui | Buchenjegele - Mwabagole - Kadoto Kati - Kadoto Kusini - Bondeni Stoo - Mabambasi - Mapolu - Bwawani - Mashineni - Mlimani - Mwamdilana |

## Infrastruktur
- Bildung: Die Ziba Secondary School ist eine staatliche weiterführende Schule, die Tages- und Internatsschüler bis zur 4. Stufe ausbildet.[7]
- Gesundheit: In Ziba gibt es ein öffentliches Gesundheitszentrum,[8] eine private[9] und zwei staatliche Apotheken.[10][11]
- Verkehr: Durch den Bezirk verläuft die asphaltierte Nationalstraße T3 von Nzega nach Igunga.[12]